# Золотово (платформа)
Зо́лотово — остановочный пункт на Рязанском направлении Московской железной дороги в деревне Золотово Воскресенского района, в пределах станции Фаустово.
Состоит из 2 платформ, на боковой платформе останавливаются электропоезда от Москвы, на островной платформе — электропоезда на Москву. Второй путь островной платформы очень редко используется для пассажирских перевозок.
Рядом с платформой расположен железнодорожный переезд, соединяющий деревни Золотово и Ашитково с пляжем на близлежащем озере (озеро Голубое) и крупным дачным массивом к северу от железной дороги. Пригородная касса расположена около переезда. Турникетов нет.